# Centranthera hookeri
Centranthera hookeri är en snyltrotsväxtart som först beskrevs av Merrill, och fick sitt nu gällande namn av Merrill. Centranthera hookeri ingår i släktet Centranthera och familjen snyltrotsväxter. Inga underarter finns listade i Catalogue of Life.